# Grand Prix Manufacturers Association
GPMA staat voor: Grand Prix Manufacturers Association.
De GPMA is een alliantie van autofabrikanten die meedoen aan de Formule 1. De tegenhanger in de motorsport is de Motorcycle Sport Manufacturers Association.